# محمد رخا

## نشأته وحياته
ولد الشاعر محمد رخا في السابع والعشرين من يناير/كانون الثاني عام 1927 بقصر الشوق بحي سيدنا الحسين بالقاهرة. وتفتحت موهبته في نظم الزجل والأغنية في سن مبكرة، كان لعبق هذا الحي وعاداته المتميزة أثر فيها، فقد نشأ وسط رموز من الموهوبين الذين أثروا الحياة الإبداعية في مختلف المجالات في مصر ومنهم: يوسف السباعي، ومأمون الشناوي، وكامل الشناوي، وأسرة توفيق الحكيم، وبيرم التونسي في سنوات إقامته بحي جنينة ياميش المجاور لقصر الشوق والذي تجمعت فيه كل هذه الصحبة، كما تعرف أيضا ـ في سنوات عمره المبكرة ـ إلى الصحفي الكبير محمد زكي عبدالقادر، ونجيب محفوظ، وعبدالفتاح البارودي، والمطرب عباس البليدى، وسعد الدين وهبة، وأبو بثينة، ويحيى حقي.
وإليهم يعود الفضل في دخوله مبنى الإذاعة من خلال تأليف الأغنية التي توجت بتعاونه الفني مع كثير من مشاهير التلحين في هذا الزمان وهم: محمد فوزي، وفريد الأطرش، والسنباطي، ومحمود الشريف، وعبدالحليم نويرة، ود. يوسف شوقي، وسيد إسماعيل، وعبد الرؤوف عيسى، وفؤاد حلمي، وعبد العظيم محمد، وأيضا من مشاهير الغناء: محمد قنديل، وفايدة كامل، وسعاد مكاوي، وشريفة فاضل، وشفيق جلال، وكارم محمود، وإبراهيم الحجار، ولورد كاش، وشافية أحمد، ومحمد عبد المطلب، وعصمت عبد العليم، وحورية حسن، وإبراهيم حمودة، وغيرهم.
ورغم شهرته التي ذاعت في سن مبكرة بالقاهرة، فقد اضطر إلى الرحيل عنها إلى الإسكندرية والإقامة بها، بعد أن عُين مدرسا بمعهد المعلمين بمحرم بك، وتدرج في وظائفه حتى أصبح مديرا للصحافة والإعلام المدرسي.
وكان لسكناه بإحدى شقق حي سان ستفانو المطل على بحر الإسكندرية أثر في عشقه المتأجج لها وعزمه على الاستقرار بها، بعد أن اقترن بإحدى بنات العائلات الثرية بحي العطارين، ولقد ظلت رفيقة حياته دون أن ينجب منها حتى توفاه الله في ظهر السبت الموافق التاسع عشر من إبرايل/نيسان 2003.

## نشاطه الأدبي
أحب محمد رخا مدينة الإسكندرية حبا جعله ينتبه إلى الفراغ الثقافي الكبير بها وحاجة الأدباء الشبان ـ خاصة ـ إلى من يأخذ بأيديهم إلى درب الإبداع وتوفير الأدوات الفنية الضرورية لهم، لذا فكر في تأسيس جماعة أدبية غير حكومية تقوم على ذلك وخصص لها المال اللازم لإنشائها من مدخراته الخاصة، وأنشأ «جماعة الأدب العربي» برئاسته عام 1965، وذاع صيتها وأثرها في كافة محافظات مصر بل وفي بعض الدول العربية، كما صار للجماعة مجلة تسمى «بلدي» تتضمن نشاط أعضائها الأدبي، كما كان للجماعة ندوة شهرية ظل يقدمها حتى وفاته في الأربعاء الأخير من كل شهر بقصر مصطفى كامل بباكوس.
ولم يكتف رخا بإنشاء هذه الجماعة وإصداره مجلة «بلدى» بل امتد نشاطه الإعلامي إلى إعداد صفحة أدبية أسبوعية بجريدة السفير تتضمن الزجل والقصة والشعر لمختلف المبدعين وخاصة الشبان منهم وأيضا غير المعروفين، كما امتد نشاطه إلى رعاية أصحاب المعاشات من خلال رئاسته لجمعية «ذوي المعاشات» بشارع طوسون بمحطة الرمل، ومن آثارها الطيبة تطبيق نظام التأمين الصحي على أعضائها، وكذلك نجحت هذه الجمعية في تسجيل برنامج تليفريونى بعنوان «ربيع العمر» حمل إلى المشاهدين قضايا المسنين وآراءهم.
ونجح محمد رخا أيضا في تأسيس دار السعادة، وهي دار لمن يشكو الوحدة من المسنين بأجر رمزي، وكان مقرها حي كفر عبده وهو من أرقى الأحياء بالإسكندرية.

## العضويات الأدبية والثقافية
اشترك محمد رخا في العيد من المؤسسات الأدبية والثقافية منها:
ـ عضو مؤسس باتحاد كتاب مصر.
ـ عضو مؤسس باتحاد المؤلفين والملحنين بالقاهرة وباريس.
ـ مؤسس جماعة الأدب العربي.
ـ مؤسس جمعية ذوي المعاشات وأصدقاء الشيوخ بالإسكندرية.
ـ أمين صندوق هيئة الفنون والآداب والعلوم الاجتماعية سابقا.
• الجوائز وشهادات التقدير:
حصل على العديد من الجوائز وشهادات التقدير ومنها:
ـ جائزة الزجل على مستوى الجمهورية عام 1966.
ـ درع وزارة الثقافة في حفل تكريمه بقصر التذوق سيدي جابر في 4/4/2000.
ـ شهادة تقدير من جمعية نشر الثقافة بالقاهرة.
ـ شهادة تقدير من محافظة الإسكندرية في العيد الفضي لذكرى بيرم التونسي.
ـ شهادة تقدير من هيئة والآداب والعلوم الاجتماعية بالإسكندرية عام 1988.
ـ شهادة تقدير من رابطة الزجالين وكتاب الأغاني عام 1997.
ـ شهادة تقدير من وزارة الشباب والرياضة عام 1997.
• إصداراته الأدبية:
صدر له العديد من المؤلفات الأدبية ومنها:
ـ ديوان شعر بالفصحى في مدح الرسول عام 1978.
ـ بروتوكولات حكماء صهيون للسيطرة على العام عام 1969.
ـ الديوان الأول لبيرم التونسي (بعد جمع تراثه بقرار من محافظ الإسكندرية عام 1997).
ـ رباعيات الخيام (إصدار المجلس الأعلى لرعاية الفنون والآداب بالقاهرة عام 1940).
وفي عام 1994 قام بإصدار طبعة ثانية من «رباعيات الخيام» على نفقته الخاصة قدم لها الدكتور عز الدين إسماعيل الذي جاء في مقدمته:
«إن الصورة الزجلية كانت في كثير من الأحيان تفوق الصورة الفصيحة التي نقلت عنها».
كما قدمها أيضا الأديب الكبير يحيى حقي، وجاء في مقدمته: «كنا بدأنا قراءتنا للخيام بترجمة البستانى (السبعيات) وهي رقيقة جدا، ثم ترجمه رامي ومحمد السباعي وأحمد الصافي النجفي، وهناك تراجم أخرى وأعتقد أن ترجمة الأستاذ محمد رخا ستحتفظ بمكانة مرموقة بين هذه التراجم كلها».
وكان لهذه الرباعيات الزجلية حظ وافر من البحث العلمي فقد استعان بها د. عبد الحفيظ حسن في نيل درجة الدكتواره مع مرتبة الشرف الأولى عام 1988 وأصدرها في موسوعة عام 1989 بعنوان «رباعيات الخيام بين الأصل الفارسي والترجمة العربية».
كما تناولها د. حسين بطار في موسوعة دراسية صدرت عام 1988 عن مركز الوثائق والدراسات الإنسانية بجامعة قطر، كما تناولها د. كامل الشعبي الأستاذ بجامعة بغداد في دراسة موسعة بمجلة التراث الشعبي ببغداد عام 1980 كما تناولها د. عبد المنعم الحفني بدارسة مستفيضة.
وصدر لمحمد رخا أيضا مجموعة قصصية بعنوان «بطل من القنطرة شرق» عام 1992، وهي مجموعة لم تشهد على إبداعه في مجال الكتابة القصصية، كما صدر له ديوان أزجال بعنوان «ربيع العاشقين» عام 2000.
• المضمون الفني لأزجاله:
اشتهر محمد رخا في الإسكندرية بإدارته للندوات الأدبية والأمسيات الزجلية التي كانت تحتشد بالعشرات من محافظات مصر كما عرف بالزجّال، ولقّبه البعض بناظر مدرسة الزجل في الإسكندرية لعشقه الشديد لفن الزجل. وهو تلميذ بار لأستاذه محمود بيرم التونسي، التزم بمحاكاة أسلوبه ونهجه الفني في زجله، ولم يخرج عنه والذي اتبعه فيما بعد في فن إدارة الندوات الجاذبه والفاعله الشاعر والكاتب المسرحي عبدالغنى مصطفى عبدالغنى الذي قال عنه الشاعر محمد رخا انه شاعر بحق يملك نواصي الكلمات وموهبه فذه في التقديم والاعداد للندوات والمهرجانات الكبيره. 
ولعل أشهر ما قدم من أعمال زجلية كانت رباعياته الزجلية المنظومة عن رباعيات عمر الخيام، وقد استطاع أن يجمع كل قدراته الفنية وخبرته الزجلية في نظمها حتى خرجت صورها الزجلية صادقة، وأكد على ذلك د. عز الدين إسماعيل، ولنقرأ مثلا هذه الرباعية في ترجمة الأستاذ توفيق مفرج النثرية:
"فإذا مررت في السحر يا شبيبة القمر بضريحي
وشاهدت الأكواب فارغة مبعثرة على الأعشاب
وأنا نائم تحت التراب فاسكب لي كأسا من الخمر
على تراب هذا القبر فتستيقظ منه روحي"
ثم لنقرأ الصورة الزجلية لمحمد رخا:
"أمانة لو.. فت يوم ع القبر يا بدري
ولقيت كاسات اترمت فاضية على قبري
أمانة روح للحبيب بعد السلام قول له
إسقي التراب خمرتك واحيي ربيع عمري"
فالصياغة الزجلية هنا تبدو مطمئنة وأكثر سلاسة فضلا عن تضمنها عناصر تعبيرية شعبية (أمانة روح للحبيب.. والخ) زادت المعاني حيوية وقربا من النفس وتكاد لا تخلو رباعية من هذه الرباعيات من مشاعر رخا الخاصة، ومن هذه الرباعيات:
أنا دقت كاس الهنا والشفة
سألته سر الوجود جاوب كده بخفة
ومال بسحره وقال إشرب واتمتع
لو ضاع شبابك ما يرجع لما تتوفى
وأيضا:
إثنين وسبعين سنة بادرس وباتعلم
وصبحت شاعر كبير في الدنيا ومعلم
ولقيتني يوم الممات جاهل ويا خسارة
مات المعلم ولسه برضه ما اتعلم
وأيضا:
إسعد بطعم النهاردة قبل ما اتودع
دا اللي وفاه الأجل المستحيل يرجع
جسدنا أصله تراب ومسيرنا له تاني
ساعتها لا كاس يفيد ولا غنوة راح تشفع
ولمحمد رخا عشرات الأزجال الشهيرة، والتي تتسم في مجملها باتباع الزجل البيرمي من حيث الشكل والصياغة، شأنه في ذلك شأن معظم الزجالين المقلدين لبيرم والسائرين في دربه وحسبهم ذلك فخرا.
ومن أزجاله الشهيرة، زجل بعنوان: «يا موعودين بالهوى» يقول في خاتمته:
وأنا من عذاب الهوى بانصح قريب وغريب
الخوف سهم الهوى في قلوبكوا يوم حيصيب
ونصيحة مني يا أهل العشق طاوعوني
إسأل مجرب ولا تسألشي أي طبيب